# Mesmay
Mesmay é uma comuna francesa na região administrativa de Borgonha-Franco-Condado, no departamento de Doubs. Estende-se por uma área de 3,11 km². Em 2010 a comuna tinha 75 habitantes (densidade: 24,1 hab./km²).